# Славик, Альфред
Альфред Славик (чеш. Alfred Slavík; 20 апреля 1847, с. Крушовице, Богемия, Австрийская империя (ныне Среднечешский край, Чехия) — 30 января 1907, Прага) — чешский учёный, геолог, стратиграф, почвовед, зоолог и палеонтолог, профессор геологии и минералогии Пражской политехнической школы (1894). Ректор Императорского и Королевского Чешского технического университета. Доктор медицины

## Биография
Изучал химию в Пражском политехническом институте. После его окончания продолжил изучать медицину в Карловом университете. В 1873 году стал доктором медицины.
Уже в студенческие годы заинтересовался естественными науками, особенно зоологией и палеонтологией.
С 1875 года — доцент палеонтологии, в 1884 году — адъюнкт-профессор почвоведения Пражского политехнического института. В 1894 году был назначен ординарным профессором минералогии и геологии.
Дважды избирался ректором Императорского и Королевского Чешского технического университета.
В 1877—1883 — соучредитель издательства профессиональной и научной литературы Slavík a Borový.
В 1902 — директор Национального музея в Праге. Был ассоциированным членом Королевского чешского научного общества.

## Научная деятельность
На первом этапе своей профессиональной деятельности занимался, главным образом, зоологией и палеонтологией. После перешёл к практическим дисциплинам: почвоведению и инженерной геологии.
Основные исследования А. Славика посвящены изучению стратиграфии Чехии. Занимался также инженерно-геологическими изысканиями. Его работы положили начало исследованиям в Чехии в области почвоведения.
Внёс значительный вклад в геологическое изучение почв при строительстве пражского городского водопровода.